# Zolotoi
Zolotoi (en rus: Золотой) és un poble (un possiólok) del krai de Khabàrovsk, a l'Extrem Orient de Rússia. El 2018 tenia 345 habitants. Pertany al districte rural de Lazó.